# آچا نو تسوبونه
آچا نو تسوبونه (به ژاپنی: 阿茶局) اونکو-این (雲光院)؛ ۱۶ مارس ۱۵۵۵ – ۱۶ فوریهٔ ۱۶۳۷) دختر ایدا نائوماسا اهل ژاپن بود. یک زن اشرافی ژاپنی از دوره سنگوکو تا اوایل دوره ادو و یکی از زنان سوکوشیتسو (زن غیراصلی) توکوگاوا ایه‌یاسو، شوگون‌سالاری توکوگاوا بود. ایه‌یاسو به دلیل هوشی که داشت مدیریت امور خانواده را به او سپرد و او را برای مذاکره صلح در جریان محاصره اوساکا فرستاد.
او نخست با کامیئو هیسامونه (神尾久宗) که ابتدا ملازم خاندان ایماگاوا بود و پس از نابودی این خاندان به خدمت ایچیجو نوبوتاتسو درآمد، ازدواج کرد و دو فرزند از این ازدواج داشت. در سال ۱۵۷۷ میلادی شوهر اولش درگذشت. دو سال بعد در سال ۱۵۷۹ سوکوشیتسو (زن غیراصلی) توکوگاوا ایه‌یاسو شد. او بارها در میدان جنگ ایه‌یاسو را همراهی کرد و یک بار در هنگام نبرد کوماکی و ناگاکوته ۱۵۸۴ باردار شد، اما دچار سقط جنین شد.
او توکوگاوا هیده‌تادا و ماتسودایرا تادایوشی را به جای مادرشان سایگو-نو-تسوبونه که در سن سی و هشت سالگی، در سال ۱۵۸۹ درگذشت، بزرگ کرد و پسر ارشدش کامیئو موریدو نیز به عنوان دستیار نزدیک هیدتادا خدمت کرد.

## مرگ
پس از مرگ ایه‌سو، او به ادو نقل مکان کرد، او یک عمارت و ۳۰۰ ککو به دست آورد، از آنجایی که در زمانی که توکوگاوا ماساکو (همسر امپراتور ژاپن در این زمان) وارد دربار شد، یک عمارت و ۳۰۰ ککو به دست آورد. در سال ۱۶۳۷ در سن ۸۳ سالگی درگذشت و در اونکو-این (کوتو-کو، توکیو) به خاک سپرده شد.